# Gran Ferrocarril de la Ceiba
| Schmalspurige 1'C Zweizylinder Nassdampf- Gemischtzuglokomotive von Hanomag Tr = 285/400/840 mm, p = 11 at, R=0,8 m², Hwb = 43,6 m², Gl 19,5 t, Gr 18,1 t, Gd 21,3 t, 4 T 7,5/2, Gl' 8,5 t, Gd' 18,2 t |                           |                                |                                |
| Streckenlänge: | 81,5 km + 4,6 km          |                                |                                |
| Spurweite: | 914 mm (engl. 3-Fuß-Spur) |                                |                                |
| Maximale Neigung: | 30 ‰                      |                                |                                |
| Minimaler Radius: | 80 m                      |                                |                                |
| Streckengeschwindigkeit: | 24 km/h                   |                                |                                |
| |                           |                                |                                |
| \| \| 0 \| La Ceiba \| La Ceiba \| \| \| 17,5 \| \| \| \| \| 17,5 \| Abzweigung \| Abzweigung \| \| \| + 4,6 \| Zentrale Zuckerfabrik La Ceiba \| Zentrale Zuckerfabrik La Ceiba \| \| \| \| Sábana de Mendoza \| \| \| \| 41 \| El Dividive \| El Dividive \| \| \| 81,5 \| Roncajolo Motatán \| Roncajolo Motatán \| |                           |                                |                                |
| Kopfbahnhof Streckenanfang (Strecke außer Betrieb) | 0                         | La Ceiba                       | La Ceiba                       |
| Haltepunkt / Haltestelle (Strecke außer Betrieb) | 17,5                      |                                |                                |
| | 17,5                      | Abzweigung                     | Abzweigung                     |
| Strecke (außer Betrieb) · Betriebs-/Güterbahnhof Streckenende (Strecke außer Betrieb) | + 4,6                     | Zentrale Zuckerfabrik La Ceiba | Zentrale Zuckerfabrik La Ceiba |
| Bahnhof (Strecke außer Betrieb) |                           | Sábana de Mendoza              | Sábana de Mendoza              |
| Haltepunkt / Haltestelle (Strecke außer Betrieb) | 41                        | El Dividive                    | El Dividive                    |
| Kopfbahnhof Streckenende (Strecke außer Betrieb) | 81,5                      | Roncajolo Motatán              | Roncajolo Motatán              |

Die Gran Ferrocarril de la Ceiba war eine von 1895 bis 1945 betriebene Schmalspurbahn in Venezuela.

## Streckenverlauf
Die 81,5 km lange Strecke mit einer Spurweite von 914 mm (3 Fuß) führte von La Ceiba über Sábana de Mendoza zum Bahnhof Roncajolo in Motatán. Beim Streckenkilometer 17,5 gab es eine 4,6 km lange Abzweigung zur zentralen Zuckerfabrik La Ceiba.

## Lokomotiven
| Name      | Bauart                        | Wassertankinhalt | Leergewicht | Dienstgewicht | Leistung |
| --------- | ----------------------------- | ---------------- | ----------- | ------------- | -------- |
| MARGARITA | Tenderlokomotive (Rangierlok) | 800 Liter        |             |               | 30 PS    |
| VENEZUELA | Schlepptenderlokomotive       | 5600 Liter       | 27¾ t       | 35½ t         | 95 PS    |
| TRUJILLO  | Tenderlokomotive              | 6000 Liter       | 33 t        | 41 t          | 110 PS   |
| RONCAJOLO | Schlepptenderlokomotive       | 5600 Liter       | 27¾ t       | 35 ½ t        | 95 PS    |
| TUM-TUM   | Schlepptenderlokomotive       | 5000 Liter       | 23¾ t       | 31¾ t         | 65 PS    |
| ANITA     | Schlepptenderlokomotive       | 5000 Liter       | 23¾ t       | 31¾ t         | 65 PS    |
| BOCONO    | Schlepptenderlokomotive       | 7500 Liter       | 25½ t       | 34½ t         | 110 PS   |
| VALERA    | 0-6-0ST, Baldwin, 1922        | 6435 Liter       |             | 29,937 t      |          |

Mindestens eine der Lokomotiven wurde bei Hanomag in Deutschland hergestellt. Die Lok hatte einen ungewöhnlich hoch liegenden Kessel, da man annahm, dass ein hoher Schwerpunkt die Stöße des Fahrzeugs gegen das Gleis mildern würde, was auch die Lokomotive schonen sollte. Man ging dabei über das unbedingt Notwendige hinaus, wodurch das innen liegende Triebwerk sehr bequem zugänglich wurde.